# Hanumanahalli, Haveri
Hanumanahalli là một làng thuộc tehsil Haveri, huyện Haveri, bang Karnataka, Ấn Độ.